# Breg pri Dobu
Breg pri Dobu – wieś w Słowenii, w gminie Ivančna Gorica. W 2018 roku liczyła 12 mieszkańców.